# Pierre Christin
Pierre Christin   (Saint-Mandé, 27 de juliol de 1938 - 14è districte de París, 2 d'octubre de 2024) va ser un novel·lista, guionista i periodista francès. Una de les seves obres més conegudes és la sèrie de còmics de ciència-ficció, Valerian, agent espaciotemporal amb dibuixos de Jean-Claude Mézières, amb qui compartien amistat des de la infància.

## Biografia
Pierre Christin va néixer a Saint-Mandé, suburbis més orientals de París, l'any 1938. Entre el 1943 i el 1944 va fer una amistat que duraria tota la vida amb Jean-Claude Mézières. Es varen conèixer en un dels refugis antiaeris de Saint-Mandé, mentre jugaven junts, sense ser conscients dels perills que comportava el conflicte de la Segona Guerra Mundial. Ja d'adolescents es va unir a la seva amistat Jean Giraud, que juntament amb Mézières, compartien la mateixa passió pel dibuix i els còmics. Tanmateix, Christin tenia també altres interessos com la política, la literatura o la sociologia, i també aficions com la música jazz, el cinema popular i l'estil de vida nord-americà.
Christin va cursar estudis a l'Institut d'Estudis Polítics de París i a la Universitat de París-Sorbona, on es va graduar el 1963 i obtingué un doctorat amb la tesi, Le Fait Divers, Littérature du Pauvre.
A la dècada de 1960 va anar a treballar de professor de literatura francesa a la Universitat de Utah de Salt Lake City, a l'oest americà, i va poder conèixer la vida als ranxos, les carreteres urbanes, la ciència-ficció, la ficció policial i la música negra. Aquesta primera feina fora de França va ser l'inici de llargues estades a diferents països.
El 1967 va crear, amb Jean-Claude Mézières al dibuix, la primera aventura de Valerian, agent espaciotemporal. A la revista Pilote, a les dècades del 1970 i 1980, va escriure guions per a Jacques Tardi, François Boucq i Jean Vern, entre d'altres.
Al llarg de la seva vida va visitar l'Orient Mitjà, els països del Bloc de l'Est, els Estats Units d'Americà i Cuba en viatges de recerca. Les experiències i impressions recollides en aquests viatges foren la base per la sèrie de memòries il·lustrades Les Correspondances de Pierre Christin (1997-2002), on s'hi recollien fotos, textos reals i de ficció, il·lustrats per Patrick Lesueur, Jacques Ferrandez, Jean-Claude Denis, Alexis Lemoine i Enki Bilal, entre d'altres. L'abril de 2018 es va publicar un àlbum que transcriu els records del guionista, a partir de dibuixos de Philippe Aymond: Est-Ouest.

## Obres

### Còmic
- Valérian et Laureline amb Jean-Claude Mézières (Dargaud) : 26 números / amb Virginie Augustin : 1 número («Valérian, vu par ...: Là où naissent les histoires», 2022)
- Canal Choc amb Jean-Claude Mézières (guió), Aymond/Chapelle/Labiano (dibuix), Bilal/Druillet/Goetzinger/Moebius (convidats) (Les Humanoïdes Associés): 4 números
- Avec Enki Bilal (Les Humanoïdes Associés puis Casterman à partir de 2006): 7 números
  - Légendes d'aujourd'hui (guió), amb Enki Bilal (dibuix) Dargaud:
    - La Croisière des oubliés, col. «Histoires fantastiques», 1975.
    - Le Vaisseau de pierre, col. «Histoires fantastiques», 1976.
    - La Ville qui n'existait pas, col. «Histoires fantastiques», 1977.

  - Fins de siècle (guió), amb Enki Bilal (dibuix):
    - Les Phalanges de l'Ordre noir, 1979.
    - Partie de chasse, 1983.

  - Los Angeles - L'Étoile oubliée de Laurie Bloom (guió), amb Enki Bilal (dibuix) Autrement, 1984. Reedició Casterman
  - Cœurs sanglants et autres faits divers (guió), amb Enki Bilal (dibuix) Les Humanoïdes Associés, 1984. Reedicions Dargaud i Casterman
- Amb Annie Goetzinger: 8 números dels quals: La Diva et le Kriegsspiel i La Demoiselle de la légion d'honneur (Dargaud), i una sèrie: Agence Hardy (7 àlbums; éditions Dargaud).
- Amb Jean Vern: 5 números + 1 col·lectiu
- Amb Philippe Aymond (Dargaud): 5 números
- Amb altres dibuixants (Jacques Tardi, Patrick Lesueur, François Boucq, Jacques-Henri Tournadre, Bernard Puchulu, Daniel Ceppi, Alain Mounier, Olivier Balez, Andreas C. Knigge, etc.).
- Amb Sébastien Verdier, Orwell, Dargaud, 2019.
- Amb André Juillard, Léna, 3 àlbums a Dargaud: Le long voyage de Léna, Léna et les trois femmes, Léna dans le Brasier.
- Amb Jean-Michel Arroyo, Pigalle, 1950, Dupuis, 2022.
- Amb Fawzi, Il était une fois la greffe de rein, Caurette, 2024

### Llibres il·lustrats
- Col·lecció "Les correspondances de Pierre Christin" a Dargaud: "Les belles cubaines", amb Patrick Lesueur, "Trains de plaisir" amb Jean-Claude Denis, "La bonne vie" amb Max Cabanes, "Chez les Cheikhs" amb Jacques Ferrandez,"[7] Les 4 vérités de la Vème" amb Alexis Lemoine, "Adieu, rêve américain" amb Jean-Claude Mézières,"[8] Le Sarcophage" amb Enki Bilal.

### Novel·les
- 1976 : Les Prédateurs enjolivés (Robert Laffont)
- 1979 : Le futur est en marche arrière, recull de novel·les (Encre)
- 1981 : Zac (Grasset)
- 1988 : La Vallée des Autres (inclòs a l'antologia L'Hexagone halluciné)
- 1994 : Rendez-vous en ville (Flammarion)
- 1998 : L’Or du zinc (Albin Michel)
- 2006 : Petits Crimes contre les humanités (A.-M. Métailié)
- 2011 : Légers arrangements avec la vérité (A.-M. Métailié)
- 2017 : Paradizac, la ville cachée (Fleurus)

### Cinema
- 1989 : Bunker Palace Hôtel, guinista
- 2017 : Valerian i la ciutat dels mil planetes, de Luc Besson basat en l'obra de Jean-Claude Mézières i Pierre Christin

### Teatre
- 1989 : Ce soir on raccourcit, amb el grup de la Tête Noire
- 2017 : Opera: Llibret de "La citadelle de verre", música de Louis Crelier, decorats d'Enki Bilal.

### Assaig
- 1967 : L'information cinématographique (Éditions Auguste Comte, Coll. Bibliothèque des Attachés de presse núm. 5).
- 2022: Pierre Christin, interviewé par Edith Rémond (prefaci de Jean Petaux & Edith Rémond, postfaci d'Arnaud Schwartz) Journalisme : l'école de Bordeaux (le Bord de l'eau)

## Premis
- 1976: Festival del Còmic d'Angulema, Millor autor francès[9]
- 1986: Festival del Còmic d'Angulema, Premi lectors de biblioteca per La voyageuse de la petite ceinture[10]
- 1997: Festival del Còmic d'Angulema, Premi Tournesol per Les otages de l'Ultralum[11]
- 2019: Festival del Còmic d'Angulema, Premi René Goscinny per Est-Ouest (amb Philippe Aymond, Air Libre)[12]